# Медаль «За службу в вооружённых силах» (США)
Медаль за службу в вооружённых силах — награда вооружённых сил США, учреждённая президентом Биллом Клинтоном приказом № 12985 от 11 января 1996 года.

## Статут
Медаль за службу в вооружённых силах представляется тем военнослужащим, которые участвуют в «значительной активности», для которой нет другой медали.
Термин «значительная активность» определяется высшим командным составом и, как правило, это участие в военной операции США, которая имеет международное значение. Действия, которые необходимо учитывать, включают операции по поддержанию мира, длительные гуманитарные операции или военные операции в поддержку (или в качестве участника) сил НАТО или Организации Объединенных Наций.
Медаль за службу в вооружённых силах первоначально была предназначена, чтобы быть заменой для экспедиционной медали Вооруженных сил, однако две награды считаются отдельными по различным причинам. Основная разница между ними состоит в том, что медаль за службу в вооружённых силах присуждается за действия, в которых военнослужащий не сталкивается ни с иностранной вооруженной оппозицией ни с непосредственной угрозой вражеских действий. Это определение отделяет медаль за службу в вооружённых силах от экспедиционной медали Вооруженных сил, которая как правило, присуждается за боевые действия и другие миссии боевого обеспечения.
Чтобы претендовать на медаль, военнослужащий должен находиться в течение 30 или более дней в специально отведённых местах службы, или отвечать одному или более из следующих критериев:
- Служить на специальных объектах или территориях в течение 30 последовательных дней в или в течение 60 непоследовательных дней при условии, что эта служба будет отвечать критериям награждения.
- Участие в качестве регулярного члена экипажа самолета и совершать боевые вылеты.

Дополнительные награды медалью за службу обозначаются звёздами.
Размер планки награды, носимой в определенных случаях вместо самой награды — ширина 9.5 мм, длина 35 мм. (3/8 дюйма на 1 и 3/8 дюйма).

## Операции
Медаль за службу в вооружённых силах присуждается за участие в следующих операциях:
- Операции PROVIDE PROMISE, JOINT ENDEAVOR, ABLE SENTRY, DENY FLIGHT, MARITIME MONITOR and SHARP GUARD с 16 июля 1992 года по 19 декабря 1996 года.
- Операция PROVIDE COMFORT с 1 декабря 1995 года по 31 декабря 1996 года.
- Операция JOINT GUARD (и последующая Operation Joint Endeavor) с 20 декабря 1996 года по 20 июня 1998 года.
- Операция JOINT FORGE с 21 июня 1998 года по настоящее время.
- Операция UNITED NATIONS MISSION in Haiti с 1 апреля 1995 года по 31 января 2000 года.
- Операция Jump Start с 15 мая 2006 года по 15 июля 2008 года (Силы Национальной гвардии, развернутые в Техасе, Нью-Мексико, Аризоне, Калифорнии и для оказания помощи Департаменту внутренней безопасности с обеспечением юго-западной американской границы)
- Операция Unified Response (Землетрясение на Гаити (2010)) c 14 января 2010 года по 1 июня 2010 года.
- Операция United Assistance (Эпидемия лихорадки Эбола в Западной Африке) c 14 сентября 2014 года по 30 июня 2015 года.

В качестве исключения Департамента оборонной политики медаль за службу в вооружённых силах может быть присуждена одновременно за участие в следующих операций на территории Югославии:
- Босния и Герцеговина, Хорватия, и Венгрия (Совместная охранная операция) с 20 декабря 1996 года по 20 июня 1998 года.
- Босния и Герцеговина, Хорватия, Италия и Венгрия (Совместная операция) с 20 ноября 1995 года по 19 декабря 1996 года[4].

Эта медаль также может быть присуждена за усилия по оказанию помощи в ликвидации последствий урагана Катрина или урагана Рита, которые должны составить по времени любые 30 дней с 27 августа 2005 года по 27 февраля 2006 года.